# Saint-Aubin-lès-Elbeuf
Saint-Aubin-lès-Elbeuf – miejscowość i gmina we Francji, w regionie Normandia, w departamencie Sekwana Nadmorska. Przez miejscowość przepływa Sekwana. 
Według danych na rok 1990 gminę zamieszkiwało 8671 osób, a gęstość zaludnienia wynosiła 1498 osób/km² (wśród 1421 gmin Górnej Normandii Saint-Aubin-lès-Elbeuf plasuje się na 35. miejscu pod względem liczby ludności, natomiast pod względem powierzchni na miejscu 626.).